# Beyond Good & Evil
Beyond Good & Evil (укр. За межею добра та зла) — комп'ютерна гра в жанрі action-adventure, розроблена і видана студією Ubisoft. В кінці 2003 року була випущена для платформ Gamecube, ПК (Windows), PlayStation 2 та Xbox. Версія гри для платформ Xbox 360 (XBLA) та PlayStation 3 (PSN) була випущена у 2011 році.